# Claughton Aerial Ropeway
De Claughton Aerial Ropeway is een goederenkabelbaan in Claughton, Engeland. Het is de enige overgebleven industriële kabelbaan in Groot-Brittannië.

## Beschrijving
De goederenkabelbaan werd gebouwd in 1924, en wordt gebruikt om schalie te vervoeren van de Claughton Moor Quarry naar de baksteenfabriek Claughton Manor Brickworks (Forterra). De steengroeve bevindt zich 230 meter boven de baksteenfabriek, waardoor de kabelbaan aangedreven kan worden door zwaartekracht. Het gewicht van de volgeladen bakken trekt de lege bakken terug omhoog naar het laadpunt. Verder wordt er gebruik gemaakt van een remsysteem om de snelheid te regelen.
De baan heeft een lengte van 2 kilometer en maakt gebruik van tussen de 40 en 46 bakken met een dagcapaciteit van 250 ton. De heen- en terugreis voor een individuele bak is ongeveer 32 minuten. De baksteenfabriek produceert ongeveer 50 miljoen bakstenen per jaar.
In 2008  ontstond er een gebrek aan vraag naar bakstenen, vanwege de kredietcrisis. Zodoende werd de operatie van de steengroeve, baksteenfabriek, en kabelbaan stilgelegd voor ongeveer 4 jaar (2009 tot 2014). Eind 2018 zou de vergunning voor delfstoffenwinning verlopen, maar deze werd verlengd tot 2036 omdat er nog 1,2 miljoen ton aan schalie in de grond zat.